# Mahindra Alturas G4
Der Mahindra Alturas G4 ist ein Sport Utility Vehicle des indischen Automobilherstellers Mahindra & Mahindra Limited, das baugleich zur zweiten Generation des SsangYong Rexton ist. Es wurde in Indien aus CKD-Bausätzen gefertigt.

## Geschichte
Vorgestellt wurde das Fahrzeug erstmals auf der Auto Expo im Februar 2018. Verkauft wurde es in Indien zwischen November 2018 und Dezember 2022. Dort war es über dem Mahindra XUV 500 als Topmodell des Herstellers positioniert. Auf dem europäischen Markt wurde das SUV im Gegensatz zum XUV 500 nicht angeboten, da Ssangyong dort schon mit dem Rexton vertreten ist.

## Technische Daten
Das Fahrzeug wird ausschließlich von einem 133 kW (181 PS) starken 2,2-Liter-Dieselmotor angeboten. Das serienmäßige 7-Gang-Automatikgetriebe kommt von Mercedes-Benz.
|                                             | Diesel 2.2 4WD           |
| Bauzeitraum                                 | 11/2018–12/2022          |
| Motorkenndaten                              |                          |
| Motortyp                                    | R4-Dieselmotor           |
| Hubraum                                     | 2157 cm³                 |
| Verdichtungsverhältnis                      | 15,5 : 1                 |
| max. Leistung bei min−1                     | 133 kW (181 PS) / 4000   |
| max. Drehmoment bei min−1                   | 420 Nm / 1600–2600       |
| Kraftübertragung                            |                          |
| Antrieb, serienmäßig                        | Hinterradantrieb         |
| Antrieb, optional                           | Allradantrieb            |
| Getrieb                                     | 7-Gang-Automatikgetriebe |
| Messwerte                                   |                          |
| Höchstgeschwindigkeit                       | 185 km/h                 |
| Beschleunigung, 0–100 km/h                  | 11,9 s                   |
| Kraftstoffverbrauch auf 100 km (kombiniert) | 8,0 l Diesel             |
| Tankinhalt:                                 | 70 l                     |